# Elmira Abdrazakova
Elmira Abdrazakova (en russe: Эльмира Абдразакова), née le 7 octobre 1994 dans le district de Jelezin au Kazakhstan, est un mannequin russe couronnée Miss Russie 2013 en mars 2013.